# Benschop (plaats)
Benschop is een dorp en voormalige gemeente dat, sinds de gemeentelijke herindeling in 1989, deel uitmaakt van de gemeente Lopik, in het zuidwesten van de Nederlandse provincie Utrecht. De plaats ligt in de polder Lopikerwaard. Benschop bestaat uit een oude en nieuwe kern (respectievelijk ten noorden en ten zuiden van de Wetering), en een lintbebouwing van hoofdzakelijk boerderijen langs een rechte weg. Benschop heeft 3.645 inwoners (2023) en heeft een oppervlakte van 15 km².

## Historie
Het gebied rond Benschop werd ontgonnen vanaf het begin van de 12e eeuw. De gronden waren in het bezit van de bisschop van Utrecht, die concessies voor ontginning van de Lopikerwaard verleende, onder meer aan Benno van Aemstel. Deze terreinen, die voor ontginning werden uitgegeven, werden in Utrecht en Zuid-Holland copen genoemd. Vergelijk bijvoorbeeld Hontscoop en Tevecoop in Gouda en de plaatsen Boskoop, Nieuwkoop en Willeskop. De naam Benschop betekent dus letterlijk het ontginningsgebied van Benno.
Arent van Amstel bouwde rond 1250 het kasteel Snellenburg. Dit kasteel is in 1534 verwoest. Begin 18e eeuw legde Daniël de Milan Visconti de buitenplaats Snellenburg aan, maar waarschijnlijk was dit geen opvolger van het verwoeste middeleeuwse kasteel. De benedenverdieping van de buitenplaats is als boerderij behouden gebleven.
In 1571 werd het dorp zwaar getroffen door een overstroming. Geheel door dijken ingesloten vormt de gemeente een afzonderlijke polder, welke langs de Benschopse Wetering is gebouwd (een lengte van 1 uur en driekwartier lopen).
In 1822 telde het dorp 1219 inwoners, in 1840 waren dat er 1415 en in 1870 waren dat er 1581, waarvan er 911 personen hoorden tot de Nederlands Hervormde kerk en 660 personen bij de Rooms-Katholieke Kerk en 10 personen tot de Christelijk Gereformeerde kerk. In vroeger eeuwen ontstonden er ook diverse andere geloofsgemeenschappen. Benschop maakte vroeger deel uit van de Baronie van IJsselstein en werd met haar in 1814 bij de provincie Utrecht ingelijfd. De voornaamste middelen van bestaan waren landbouw, veeteelt en zuivelbereiding. Tientallen boerderijen zijn erkend als rijksmonument.

### Geloofsgemeenschappen
In de 16e eeuw was Benschop een centrum voor wederdopers of anabaptisten. Zij waren tegen de kinderdoop en lieten zich als volwassenen opnieuw (weder) dopen. Drie vrouwelijke wederdopers uit Benschop, Alijdt Gieles en moeder en dochter Lijsbeth Jans en Adriana Jans, werden vanwege hun geloof in Amsterdam door verdrinking omgebracht. De schoonvader van Alijdt Gielis, ene Jan Jacobsz uit Benschop, die zijn huis voor de wederdoop beschikbaar had gesteld, werd levend verbrand, eveneens in Amsterdam. De wederdopers uit Benschop deden in 1535 een poging om in Amsterdam de macht over te nemen en aldaar het nieuwe Godsrijk te vestigen. De actie, bekend als het wederdopersoproer, waarbij een Amsterdamse burgemeester om het leven kwam, mislukte echter. De plegers van de aanslag, die werden opgepakt, werden allen omgebracht.
Ook in later eeuwen was de omgeving van Benschop regelmatig het centrum van religieuze sekten. Onder meer het zwavelstokkengeloof in Polsbroekerdam en het Jannegiesgeloof, dat eveneens zijn oorsprong had in Polsbroekerdam. Deze laatsten, ook wel zwartjannetjes genoemd, zijn beschreven in de romans van Herman de Man, die een deel van zijn jeugd in Benschop en in Polsbroekerdam heeft gewoond.

### Kerkgebouwen
Eeuwenlang speelde het geloof een belangrijke rol in Benschop. De oorspronkelijk rooms-katholieke, 13e-eeuwse Grote- of Sint Nicolaaskerk getuigt daar nog steeds van. Rond 1200 waren de heren van Aemstel betrokken geweest bij de bouw van de kerk, die toen gewijd werd aan de heilige Sint Nicolaas, vanwege diens naastenliefde en diens bescherming bij stormen. Na de reformatie kwam de kerk in het bezit van de protestanten. Na de vorming van de Protestantse Kerk in Nederland werd het de kerk van de Gereformeerde Bonders binnen deze kerk. In de kerk zijn veel historische grafzerken. Hier ligt onder meer ook Abraham Ferdinand van Zijll begraven, een zeeheld uit de 17e eeuw, die zesenveertig zeegevechten heeft geleverd en nooit werd verslagen. Hij was geboren in Asperen, maar bezat een herenplaats in Benschop. Hij overleed in 1697. Ter zijner nagedachtenis werd in de kerk een grafmonument opgericht, dat in 1901 geheel werd gerestaureerd. Een ander monument is een gedenkteken ter ere van een Amsterdamse mensenvriend, een metselaar, Isaac Insen. Na voornoemde overstroming in 1571 schonk hij de gemeenschap van Benschop het bedrag van 8000 gulden voor het herstel van de geleden schade. Hetzelfde bedrag schonk Insen ook aan de gemeenten Langerak, Goudriaan en Ameide.

### Tweede Wereldoorlog
Gedurende de Tweede Wereldoorlog zaten er op het "hoogtepunt" ongeveer honderd onderduikers in het dorp. In de loop van de oorlog vond een geschat aantal van 250 onderduikers een schuilplaats in Benschop.  Kort na Dolle Dinsdag ging een grote groep verzetsstrijders met onderduikers op de foto. Op dat moment verwachtte iedereen dat de bevrijding binnen een paar dagen plaats zou vinden. De Duitsers handhaafden zich echter en de bezetting duurde voort. Een plaatsgenoot had in de hoop voor een baantje bij de politie de NSB-burgemeester van IJsselstein Henri Moot getipt over het grote aantal onderduikers in Benschop. Op zijn beurt had de burgemeester de Duitsers weer ingeschakeld. Toen de oorlog in februari 1945 bijna voorbij was deden de Duitsers een inval in het dorp. Op twee plaatsen breken vuurgevechten uit, waarbij twee verzetsmensen en drie Duitsers het leven verloren. De Duitse reactie was heftig. Vier dagen later, op 17 februari 1945, kwamen ze terug. Een groot aantal mannen wordt weggevoerd; de Duitsers fusilleren zeven van de gearresteerde mannen. Een aantal van de mannen kon aan de hand van de eerder gemaakte foto geïdentificeerd worden. De historicus Bram de Graaf publiceerde in april 2015 het boek Het verraad van Benschop over de affaire. Het tv-programma Andere Tijden wijdde er in diezelfde maand een uitzending aan.

## Bijnaam
De bijnaam van de inwoners van Benschop is Bereschieters. De naam zou verkregen zijn omdat een van de inwoners van Benschop ooit tijdens de schemering bij de hazenjacht een beer meende te zien. Vermoedelijk was het een kruiwagen. Als symbool hiervan heeft de beeldhouwster Ineke van Dijk in 1979 een beeld van de Benschopse beer gemaakt.

## Herman de Man
De Nederlandse schrijver Herman de Man (pseudoniem van Salomon Herman (Sallie) Hamburger) woonde op de hoek van het Dorpsplein en de Noordzijde. Dat is thans het Herman de Manhuis. Van de hand van deze schrijver zijn veel boeken verschenen over de streek waar hij zijn jeugd doorbracht de Lopikerwaard en de Krimpenerwaard. In Benschop ontving de jonge Herman de Man zijn Hebreeuwse les van de Rooms-Katholieke pastoor Van Rossum, de stichter van de nieuwe rooms-katholieke Sint-Victorkerk.

## Afbeeldingen

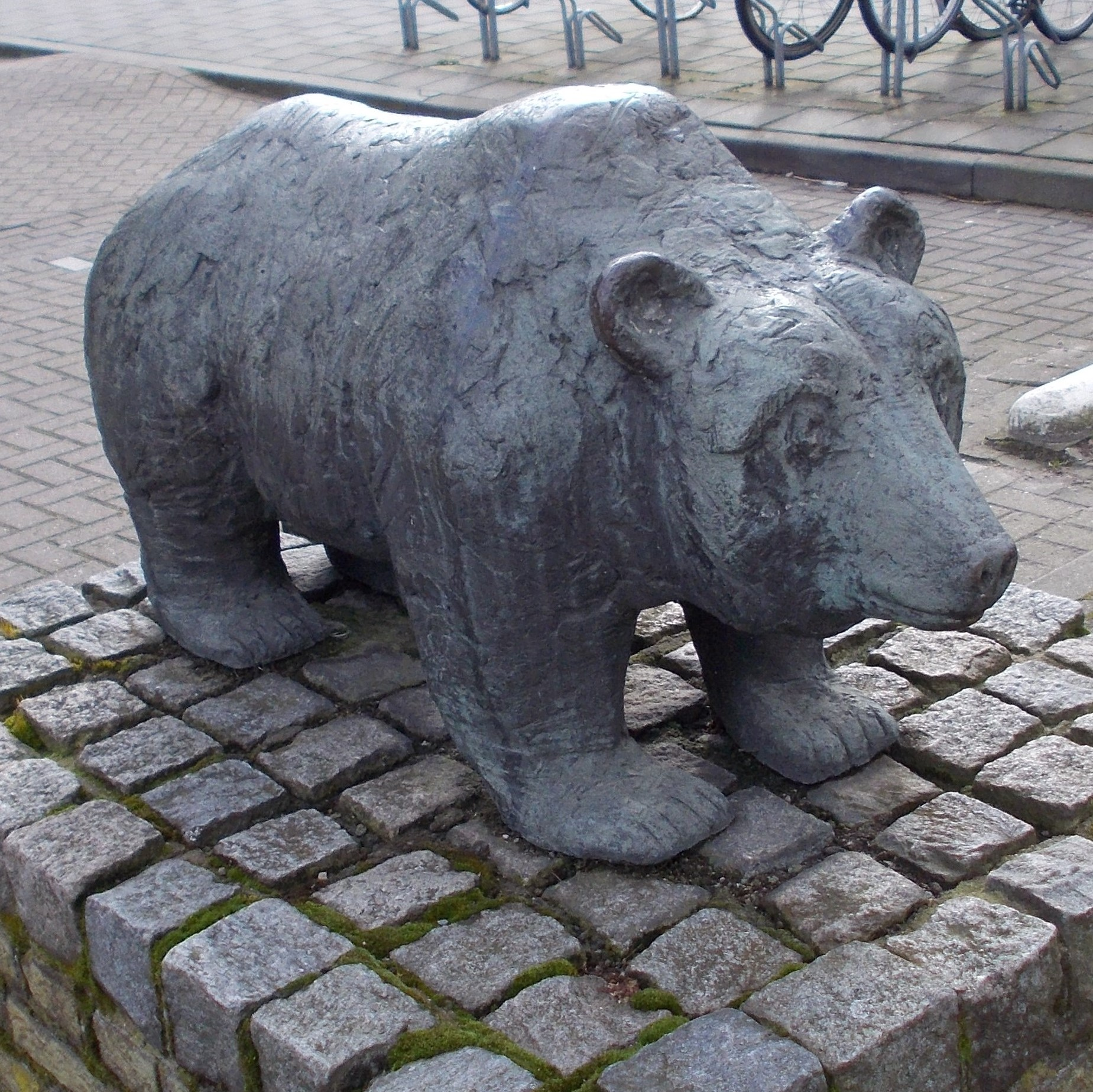
'De Benschopse beer' door Ineke van Dijk
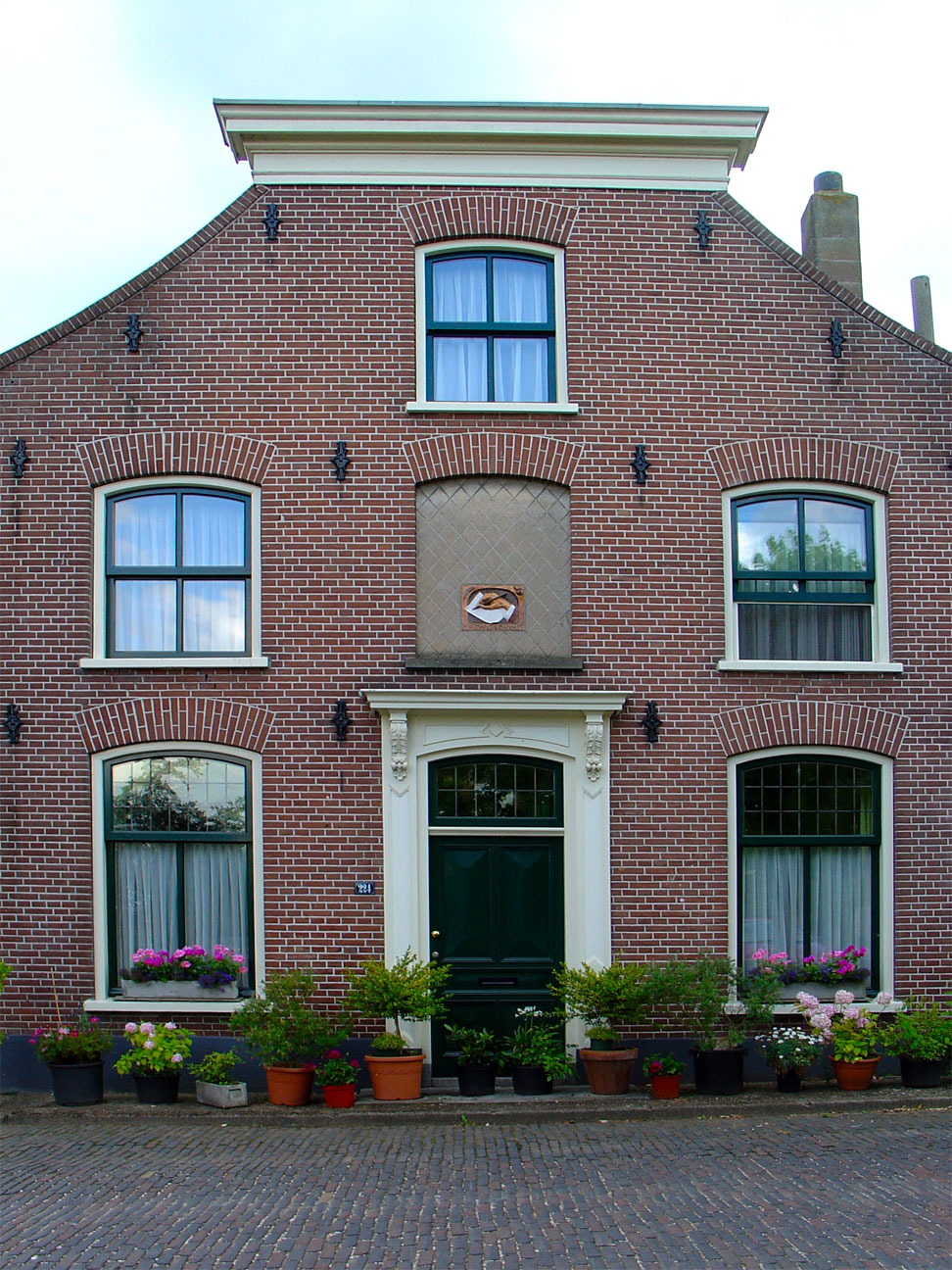
Het ouderlijk huis van Herman de Man
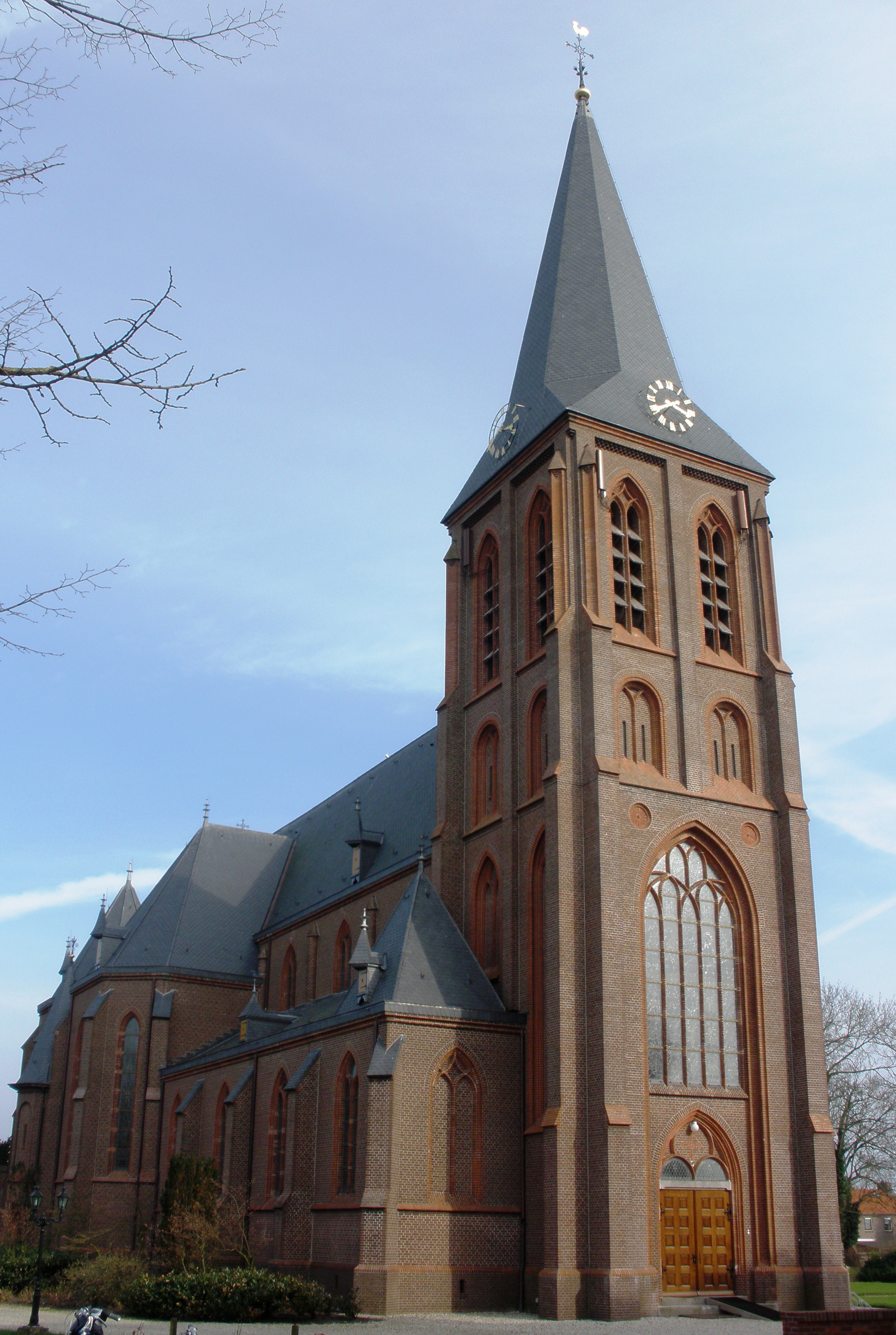
Sint-Victorkerk
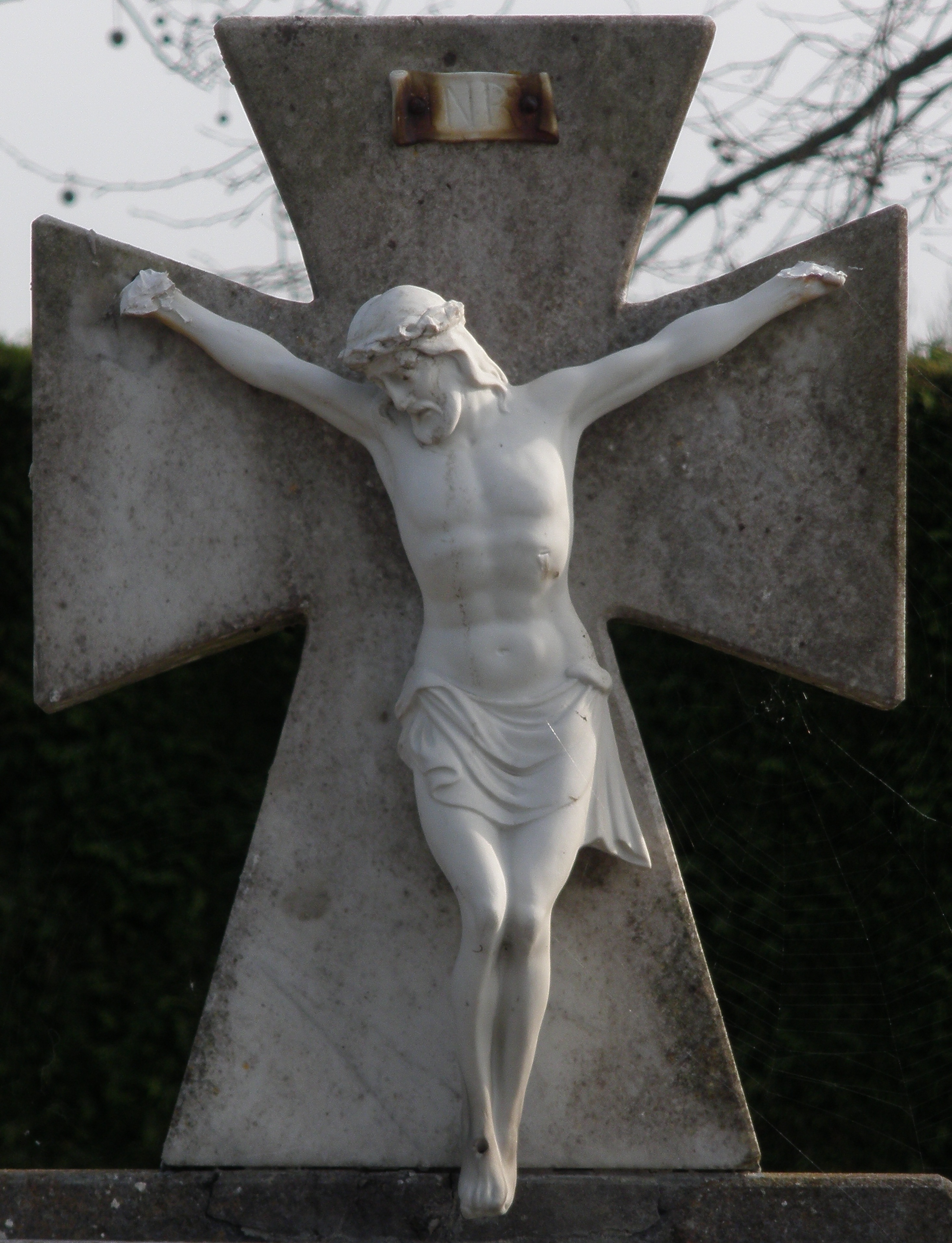
Funeraire kunst op de Rooms-Katholieke Begraafplaats
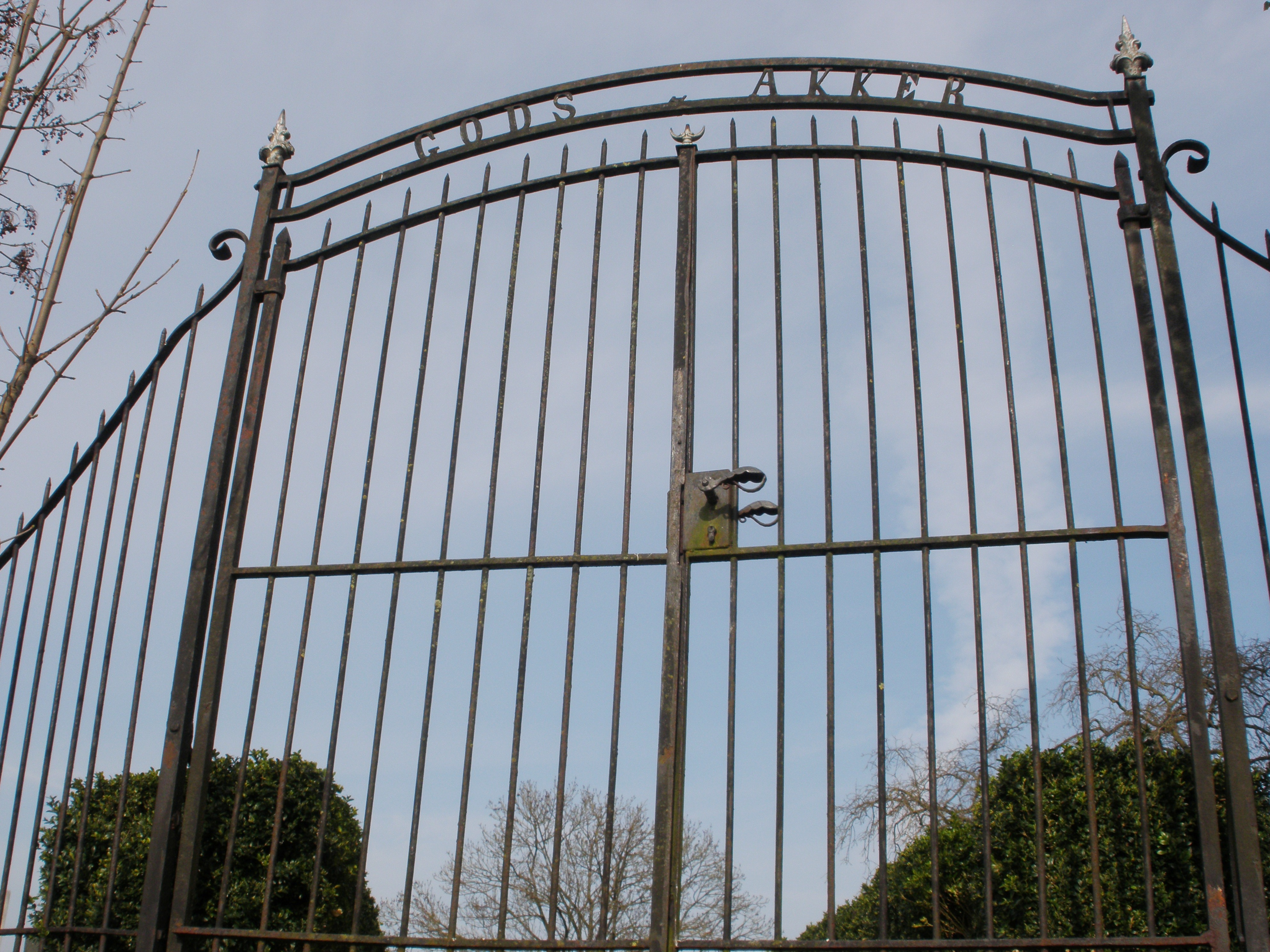
Toegangshek van de Nederlands Hervormde Begraafplaats: Gods Akker